# All de Belltall
L'all de Belltall és una varietat no certificada d'all pròpia de Belltall i Passanant. Té una forma arrodonida, plana per la part de sota i és més petit que els alls convencionals. La cabeça és blanca i al mig genera dues cabeces més petites. De grill vermell, la seva textura és fina i el seu gust és coent, saborós però sense fortor. Presenta una llarga conservació. La venda de l'all de Belltall es fa en botigues i mercats de les zones productores i als seus voltants, com ara Tàrrega.
A Belltall els alls han estat un conreu tradicional des de fa 300 anys, però a començament de la dècada de 1980 la competència exercida per la producció d'alls d'altres indrets de la Península va fer retrocedir aquest conreu. A partir de l'any 2008 se celebra cada agost la festa de l'all de Belltall, i el 2011 es crea l'Agrupació de productors d'all de Belltall per assegurar que aquesta varietat d'all no es perdi.